# Zespół adwokacki
Zespół adwokacki – forma działalności adwokatów mająca korzenie w ustroju komunistycznym.
W Polsce zespoły adwokackie zostały wprowadzone ustawą z 1950 o ustroju adwokatury. Miały one być formą pośrednią między kapitalistycznymi kancelariami a sowieckim pełnym upaństwowieniem adwokatury. W 1964 adwokaci J. Nawrot i S. Garlicki opisywali zespół jako „dobrowolne socjalistyczne zrzeszenie adwokatów” i „komórkę samorządu adwokackiego, a więc ogniwo wykonywania administracji państwowej”. Od 1967, gdy zlikwidowano kancelarie adwokackie, adwokaci mogli pracować wyłącznie w zespołach. Indywidualne kancelarie oraz spółki tworzono wyjątkowo, za zgodą ministra sprawiedliwości.
Założeniem nowelizacji ustawy – Prawo o adwokaturze z 1982 uchwalonej w 1997 było, aby adwokaci pracowali głównie w kancelariach i spółkach. Po zmianie prawa większość adwokatów opuściła zespoły. W 2011 do zespołów należało 144 spośród 9039 adwokatów wykonujących zawód (ok. 1,6%). 3 lata później działało 21 zespołów adwokackich, zrzeszających 104 adwokatów. Stanowiło to wówczas 0,68% adwokatów wykonujących zawód. Ministerstwo Sprawiedliwości planowało wtedy likwidację zespołów adwokackich, co poparła Naczelna Rada Adwokacka.
Kolegia adwokatów (zespoły adwokackie) działały także w Niemieckiej Republice Demokratycznej. 1 marca 1981 weszła w życie ustawa z 17 grudnia 1980 o zespołach adwokackich Niemieckiej Republiki Demokratycznej. Zdaniem H. Breitbartha, wiceministra sprawiedliwości NRD, „przynależność do zespołu i współpraca w nim była typową formą adwokackiej działalności zawodowej odpowiadającą socjalistycznym stosunkom społecznym”.